# Tektologia

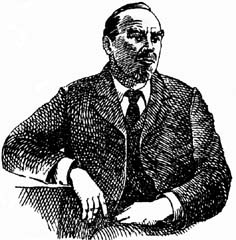
Alexander Bogdanov, fundador da Tektologia

Tektologia (às vezes transliterado como "tectologia") é um termo usado por Alexander Bogdanov para descrever uma disciplina que consistia em unificar todas as ciências sociais, biológicas e físicas, considerando-as como sistemas de relações e buscando os princípios organizacionais pertercentes a todos os sistemas. A tectologia é agora considerada como um precursor da teoria de sistemas e aspectos relacionados à sinergética. A palavra "tectologia" foi desenvolvida por Ernst Haeckel, mas Bogdanov a usou para um propósito diferente.

## Visão geral
Sua obra Tektology: Universal Organization Science, publicada na Rússia entre 1912 e 1917, antecipou muitas das idéias que foram popularizadas mais tarde por Norbert Wiener em Cibernética e Ludwig von Bertalanffy na Teoria Geral de Sistemas. Há sugestões de que tanto Wiener quanto von Bertalanffy tenham lido a edição alemã da Tektology, publicada em 1928.
Em Fontes e Precursores da Tectologia de Bogdanov, James White (1998) reconheceu a dívida intelectual do trabalho de Bogdanov em tectologia sobre às idéias de Ludwig Noiré. Seu trabalho baseou-se nas idéias de Noiré, que na década de 1870 também tentou construir um sistema monístico usando o princípio da conservação da energia como um de seus elementos estruturais.

## Tectologia: Tópicos
Segundo Bogdanov, "o objetivo da Tectologia é a sistematização da experiência organizada", através da identificação de princípios organizacionais universais: "todas as coisas são organizacionais, todos os complexos só poderiam ser compreendidos pelo seu caráter organizacional. Essa é (historicamente) a primeira identificação de "complexos" filosóficos nas ciências naturais para denotar uma combinação de elementos de "atividade - resistência". Bogdanov considerava que qualquer complexo deveria corresponder ao seu ambiente e se adaptar a ele. Um complexo estável e organizado é maior do que a soma de suas partes. Em Tectologia, o termo "estabilidade" refere-se não a uma estabilidade dinâmica, mas à possibilidade de preservar o complexo no ambiente dado. Um "complexo" não é idêntico a uma "unidade complicada, difícil de compreender".
Em Tectologia, Bogdanov fez a primeira tentativa "moderna" de formular as leis mais gerais de organização. Tectologia abordou questões como holística, fenômenos emergentes e desenvolvimento sistêmico. Tectologia como uma ciência construtiva edificou elementos em uma entidade funcional usando leis gerais de organização.
De acordo com seu princípio "empírico-monístico" (1899), ele não reconhece diferenças entre observação e percepção e, assim, cria o começo de uma ciência geral empírica e transdisciplinar da organização física, como uma unidade expediente e precursora da Teoria dos Sistemas e Holismo
O "todo" em Tectologia e as leis de sua integridade derivavam da visão biológica e não da visão fisicalista do mundo. Em relação aos três ciclos científicos que compõem a base da Tectologia (matemática, físico-biológica e natural-filosófica), é do ciclo físico-biológico que os conceitos centrais foram tomados e universalizados.
O ponto de partida em Ciência Universal da Organização - Tectologia, de Bogdanov (1913-1922) foi que a natureza tem um caráter geral, organizado, com um conjunto de leis de organização para todos os objetos. Esse conjunto de leis também organiza o desenvolvimento interno das unidades complexas, como está implícito no "macro-paradigma" de Simona Poustilnik, que induz consequências sinérgicas em um fenômeno de montagem adaptativa (1995). A visão visionária de Bogdanov da natureza era uma "organização" com sistemas interconectados. A Tectologia de Bogdanov delineou os conceitos e preocupações da Teoria da Complexidade um total de 50 anos antes do caos e da matemática fractal.

## Trabalhos
Alexander Bogdanov escreveu diversos trabalhos sobre tectologia:
- 1901, Poznanie s Istoricheskoi Tochki Zreniya (Knowledge from a Historical Viewpoint), St. Petersburg, 1901.
- 1904, Empiriomonizm: Stat'i po Filosofii (Empiriomonism: Articles on Philosophy) in 3 volumes, Moscow, 1904-1906
- 1912, Filosofiya Zhivogo Opyta: Populiarnye Ocherki (Philosophy of Living Experience: Popular Essays), St. Petersburg, 1912
- 1922 Tektologiya: Vseobschaya Organizatsionnaya Nauka in 3 volumes, Berlin and Petrograd-Moscow, 1922.
- 1980, English translation as Essays in Tektology: The General Science of Organization, trans. George Gorelik, Seaside, CA, Intersystems Publications, 1980.

## Leitura complementar
- John Biggart, Georgii Gloveli, Avraham Yassour. Bogdanov and his Work. A guide to the published and unpublished works of Alexander A. Bogdanov (Malinovsky) 1873-1928, Aldershot, Ashgate, 1998, ISBN 1-85972-623-2
- John Biggart, Peter Dudley, Francis King, Aldershot, Ashgate (eds.), Alexander Bogdanov and the Origins of Systems Thinking in Russia,  1998, ISBN 1-85972-678-X
- Stuart Brown. Biographical Dictionary of Twentieth-Century Philosophers, London, Routledge, 2002 (first published in 1996), ISBN 0-415-06043-5
- Peter Dudley, Bogdanov's Tektology (1st Engl transl), Centre for Systems Studies, University of Hull, Hull, UK, 1996
- Peter Dudley, Simona Pustylnik. Reading The Tektology: provisional findings, postulates and research directions, Centre for Systems Studies, University of Hull, Hull, UK, 1995
- George Gorelik, Bogdanov's Tektology: Naure, Development and Influences,  in: Studies in Soviet Thought (1983), Vol. 26, pp. 37–57.
- Simona Pustylnik, "Biological Ideas of Bogdanov's Tektology" presented at the Int'l Conf.: Origins of Organization Theory in Russia and the Soviet Union, University of East Anglia (Norwich), Jan. 8-11, 1995